# Wasserwart
Wasserwarte sind Personen, die für die Wartung und Betreuung von Wasserversorgungsanlagen ausgebildet sind (Ausbildungsverpflichtung gemäß Leitlinien DIN 2000 Zentrale Trinkwasserverordnung und Lebensmittelgesetz).
Die Ausbildung zum Wasserwart umfasst meist Grundkenntnisse in der Wassergewinnung, Wasserschutz, Wasserreinigung, Wasserspeicherung und -verteilung. Den Wasserwarten werden auch Grundlagen der Planung und Materialkunde nähergebracht.
Für Ungelernte und Handwerker aus anderen, nicht artverwandten Berufen besteht die Möglichkeit zur Facharbeiterprüfung zugelassen zu werden, wenn sie 6 bzw. 7 Jahre in einem Wasserversorgungsunternehmen tätig gewesen sind und die geforderten Kentisse durch die jahrelange praktische Arbeit erlangt haben.
Es wird angestrebt, den Wasserwart durch ausgebildete Anlagemechaniker der Fachrichtung Versorgungstechnik zu ersetzen. Dafür anerkannt werden:
- Rohrinstallateur
- Gas- und Wasserinstallateur
- Rohrleitungsbauer
- Rohrnetzbauer
- Bauschlosser
- Schlosser
- Maschinenschlosser
- Maschinenbauer
- Betriebsschlosser
- Elektroinstallateur

In Oberösterreich und Salzburg können z. B. bei OÖ WASSER und beim Dachverband der Salzburger Wasserversorger Ausbildungskurse absolviert werden. In Niederösterreich werden entsprechende Kurse von der Energie- und Umweltagentur NÖ angeboten. In der Steiermark werden Ausbildungskurse über das Land Steiermark in Zusammenarbeit mit Ecoversum angeboten.